# Спотыкаясь о счастье
Спотыкаясь о счастье (англ. Stumbling on Happiness) — научно-популярная книга американского психолога Дэниела Гилберта. Опубликована в США и Канаде в 2006 году, переведена на 25 языков, включая русский. Входила в список бестселлеров The New York Times в течение 23 недель. Обладатель Royal Society Prize — награды Королевского общества британской национальной академии наук — как лучшая научно-популярная книга 2007 года.

## Основные идеи
Основная идея книги состоит в том, что люди в целом плохо представляют себе будущее и, в частности, что именно сделает их счастливыми. Воображение как инструмент предвидения терпит поражение по трем направлениям:
- Воображение действует слишком быстро, незаметно и эффективно, поэтому люди относятся к результатам его деятельности недостаточно критично. Оно склонно незаметно заполнять пробелы и упускать подробности. Люди не рассматривают часть возможных важных последствий, потому что просто никто не в состоянии вообразить все возможности и последствия какого-либо события.
- Воображение склонно проецировать настоящее в будущее, благодаря чему воображаемое будущее часто выглядит таким похожим на реальное настоящее.
- Труднее, чем предвидеть будущее, предсказать, как мы к нему отнесемся, когда оно станет настоящим. Память редактирует воспоминания. Предсказать будущие переживания сложно, потому что часто наименее вероятное переживание становится наиболее вероятным воспоминанием.

Единственный способ предсказать свои будущие эмоции, по мнению Гилберта, — выяснить, что в подобной ситуации чувствовали другие люди: «Возможно, нам следует вовсе перестать вспоминать и воображать и начать использовать других людей как заменителей своего будущего „Я“». Однако использовать этот метод людям мешает осознание собственной уникальности, считает автор.

## Содержание
Часть I. Предвидение
Глава 1. Путешествие в когда-нибудь
Удобства предположения. Обезьяна, заглянувшая в будущее. Повороты судьбы
Часть II. Субъективность
В этой части рассказывается о научных исследованиях счастья
Глава 2. Взгляд отсюда
Танцы об архитектуре. Ещё один проповедник. Обсуждение счастья
Глава 3. Взгляд внутрь снаружи.
Смущенные и растерянные. Удобное онемение. Измеритель счастья
Часть III. Реализм
В этой части автор рассказывает о первом недостатке воображения: оно действует слишком быстро, незаметно и эффективно, поэтому люди относятся к результатам его деятельности недостаточно критично.
Глава 4. В слепом пятне глаза разума
Маленькая большая голова. Содержательная голова Оза. Затруднения с завтрашним днем
Глава 5. Молчание собаки.
Отсутствующие моряки. На горизонте событий.
Часть IV. Презентизм
В этой части раскрывается сущность второго недостатка воображения, благодаря которому воображаемое будущее часто выглядит таким похожим на существующее настоящее.
Глава 6. Будущее — это сегодня
Пятая часть посвящена третьему недостатку воображения: труднее, чем предвидеть будущее, предсказать, как мы к нему отнесемся, когда оно станет настоящим.
Больше того же самого. Тайное предчувствование
Глава 7. Бомбы времени
Пространственное мышление. Отсчет от сейчас. Почти ничего
Часть V. Рационализация
В этой части автор рассказывает, почему личный опыт и опыт предков не помогают избавиться от иллюзий предвидения, и предлагает своё решение.
Глава 8. Обманчивый рай
Перестать досаждать людям. Подгонка фактов
Глава 9. Иммунитет к реальности
Взгляд вперед на взгляд назад. Маленькие угрозы. Объяснения
Часть VI. Поправимость
Глава 10. Стоит обжечься
Наименее вероятные случаи. Все хорошо. То, чего не было
Глава 11. Живые отчеты о завтрашнем дне
Суперрепликаторы. Миф об отпечатках пальцев
Послесловие

## Признание
Королевского общества британской национальной академии наук — как лучшая научно-популярная книга 2007 года.

## Экранизация
На основании книги был снят телевизионный сериал This Emotional Life, показанный в январе 2010 года на канале PBS. Сериал посмотрели более 10 млн зрителей.